# リンキー・ヒジカタ
リンキー・ヒジカタ（Rinky Hijikata, 日本名：𡈽方 凛輝〈ひじかた りんき〉 , 2001年2月23日 - ）は、オーストラリアのニューサウスウェールズ州シドニー出身の男子プロテニス選手。ATPランキング自己最高位はシングルス62位、ダブルス23位。これまでにATPツアーでダブルス2勝を挙げている。身長178cm、体重72kg。右利き、バックハンド・ストロークは両手打ち。

## 人物
生まれも育ちもオーストラリアだが両親は共に日本人で、リンキーが生まれる前に家族でオーストラリアに移住していた。
3歳または4歳の頃からテニスを始め、レイトン・ヒューイットや錦織圭に憧れて育った。

## ATPツアー決勝進出結果

### ダブルス：2勝2敗
| 大会カテゴリ                    |
| グランドスラム (1–0)            |
| ATPファイナルズ (0–0)           |
| ATPツアー・マスターズ1000 (0–0) |
| オリンピック (0–0)              |
| ATPツアー500 (1–0)              |
| ATPツアー250 (0–2)              |

| サーフェス別タイトル |
| ハード (2–2)         |
| クレー (0–0)         |
| 芝 (0–0)             |

| 結果   | No. | 決勝日     | 大会           | サーフェス | パートナー               | 対戦相手                                      | スコア           |
| ------ | --- | ---------- | -------------- | ---------- | ------------------------ | --------------------------------------------- | ---------------- |
| 優勝   | 1.  | 2023年1月  | 全豪オープン   | ハード     | ジェイソン・クブラー     | ヒューゴ・ニス ジャン・ジエルンスキー         | 6-4, 7-6(7-4)    |
| 準優勝 | 1.  | 2023年2月  | デルレイビーチ | ハード     | リース・スタルダー       | マルセロ・アレバロ ジャン＝ジュリアン・ロジェ | 3-6, 4-6         |
| 優勝   | 2.  | 2023年10月 | ジャパン       | ハード     | マックス・パーセル       | ジェイミー・マリー マイケル・ヴィーナス       | 6-4, 6-1         |
| 準優勝 | 2.  | 2024年2月  | ダラス         | ハード     | ウィリアム・ブランバーグ | マックス・パーセル ジョーダン・トンプソン     | 4-6, 6-2, [8-10] |